# Пустињска Арабија
Arabia Deserta (латинско значење "Напуштена / Напуштена Арабија"), такође позната и као Арабија Магна ("Велика Арабија"), означава пустињску унутрашњост Арабијског полуострва. У древним временима ово земљиште су населили номадска племена која су често нападала богате земље, као што су Месопотамија и Арабија Феликс.
Арабиа Десерта је била једна од три региона на која су Римљани поделили Арабијско полуострво: Arabia Deserta (или Arabia Magna), Arabia Felix, и Arabia Petraea. Овај израз је коа име за регион, остао је популаран у 19. и 20. веку, а корићен је у делу Чарлса М. Доугтиса Путовања у Пустињску Арабију (1888).